# Dancing Mood
Dancing Mood es una banda de música de origen argentino. Interpreta instrumentales de melodías clásicas antillanas, principalmente ska, reggae y calipso.

## Historia
La banda fue formada en el año 2000, por iniciativa del trompetista Hugo Lobo, de vasta experiencia de haber tocado y grabado en muchas bandas del circuito nacional como Viejas Locas, Callejeros, Satelite Kingston, Riddim, Turf, Ataque 77, Mimi Maura, Todos tus Muertos, Intoxicados, Damas Gratis, entre otros. Entre sus miembros destacados están Sergio Rotman (saxofón) y anteriormente Toto Rotblat fallecido en el año 2008, ambos músicos de Los Fabulosos Cadillacs.
Amante de las big band, Lobo llevó el concepto más lejos y acopló una banda sinfónica. El grupo supo fusionar Duke Ellington con Delroy Wilson, Burt Bacharach con Count Basie, o Dizzy Gillespie con Charlie Parker. Cada uno de los arreglos para la orquesta corre por cuenta de Hugo Lobo, y cada pasaje instrumental refleja la algarabía del ska. Así cada recital de la banda se convirtió en una celebración más allá de los géneros, disparando standards coreados y apogeados por multitudes. Al proyecto se sumaron músicos de vasta trayectoria en la escena argentina, provenientes de diversas agrupaciones musicales.
En 2015, fueron premiados por la Fundación Konex, con el Diploma al Mérito como una de las cinco mejores bandas de la disciplina Instrumental/Fusión de la última década en Argentina.

## Miembros
Actuales
- Hugo Lobo: trompeta pocket
- Martín Aloé: bajo
- Facundo Canosa: teclados
- Ramón Lobo: guitarra
- Matías Brunel: guitarra
- Pablo Romagnoli: flauta traversa

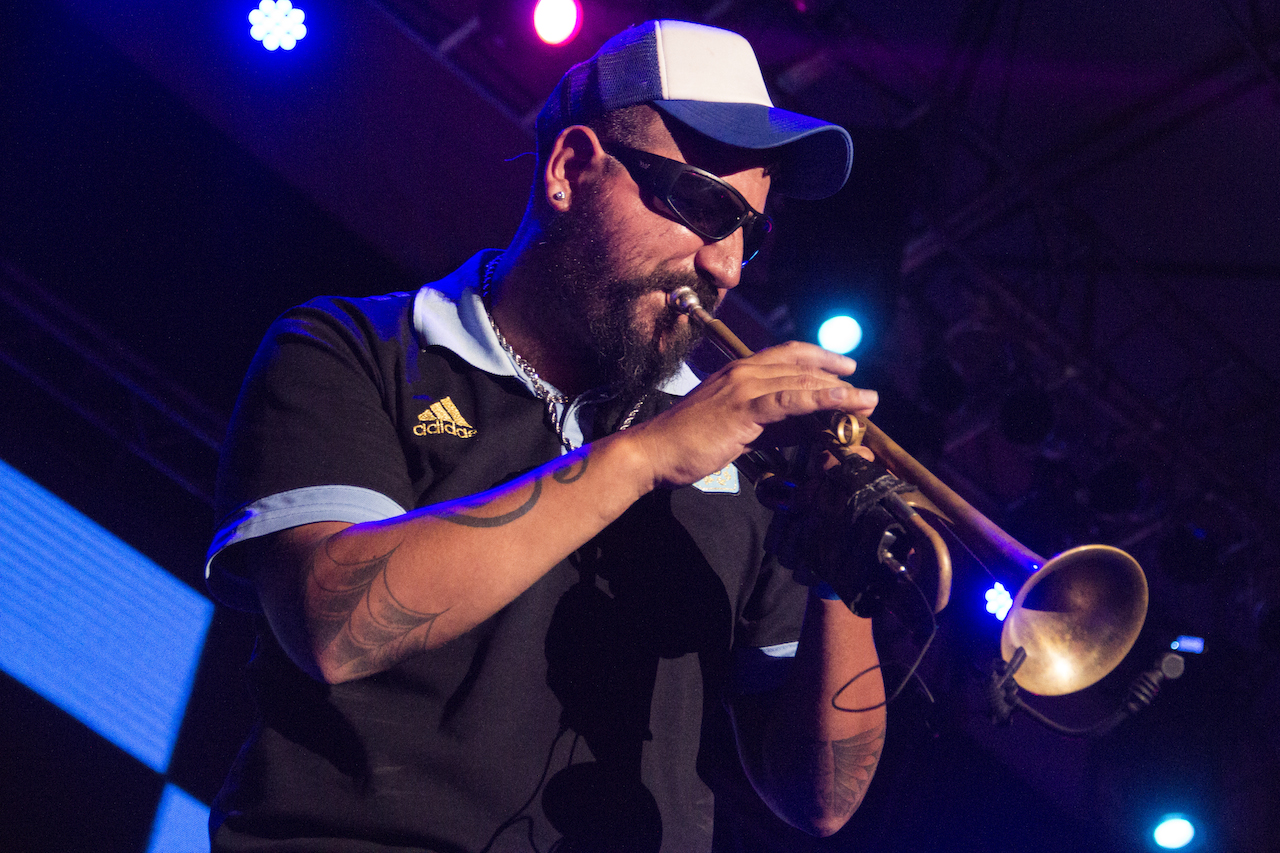
Hugo Lobo, líder fundador de la agrupación.

- Ezequiel "Peri" Rodríguez: armónica
- Martino Gesualdi: trombón
- Fernando Albareda: trombón
- Rubén Mederson: saxofón alto y soprano
- Carolina Mazzocca: saxofón barítono
- Santiago De Francisco: saxofón tenor
- Agustín Simoni: batería

## Discografía
- 20 minutos (2001)
- Vol 2 (2002)
- Dancing Groove (2004)
- Groovin high (2006)
- On the sunny side of the street (2009)
- Non Stop, Vol 1 (2011)
- Non Stop, Vol 2 (2011)
- Non Stop, Vol 3 (2011)
- Ska Explosion (2015)
- On the good road (2017)
- En vivo en la sala (2022)